# AlertNet
Reuters AlertNet è un progetto umanitario di informazione basato su un sito web liberamente accessibile. Esso mira a mantenere aggiornati professionisti e grande pubblico sulle crisi umanitarie in tutto il mondo.
AlertNet attrae oltre dieci milioni di utenti ogni anno, potendo contare sul contributo di una rete di 400 organizzazioni umanitarie; la sua pubblicazione elettronica settimanale è richiesta da oltre 26.000 lettori.
Il progetto AlertNet fu concepito durante la crisi del Ruanda nel 1994, dalla Reuters Foundation, una fondazione a scopi educativi e umanitari nata nel 1982 a sostegno del giornalismo nei paesi in via di sviluppo. Alla fondazione è legata anche l'agenzia stampa Reuters, unanimemente considerata la più autorevole al mondo.
Il servizio AlertNet nacque nel 1997 con lo scopo di:
- diffondere informazione critica a beneficio delle ONG in tutto il mondo;
- incoraggiare le ONG a scambiarsi informazioni le une con le altre;
- sollevare interesse e conoscenza presso il grande pubblico sulle grandi crisi umanitarie.

AlertNet ha vinto il premio Popular Communication per l'innovazione tecnologica, il premio NetMedia European Online Journalism Award per la copertura delle catastrofi naturali ed è stato nominato Prodotto del Millennio da parte del governo britannico, un premio per le migliori applicazioni di tecnologie innovative.